# Fatiha Klilech-Fauvel
Pour les articles homonymes, voir Fauvel.
Fatiha Klilech-Fauvel (née le 1er janvier 1975 à Sidi Kacem) est une athlète franco-marocaine, spécialiste du cross-country et des courses de fond.

## Biographie
Elle obtient une médaille d'or aux Jeux panarabes de 1997 sur 10 000 mètres et remporte la Corrida bulloise en 2002.
De nationalité marocaine, elle est naturalisée française en février 2003.
Elle est médaillée de bronze par équipes aux Championnats d'Europe de cross-country 2004, aux Championnats d'Europe de cross-country 2005 et aux Championnats d'Europe de cross-country 2006.
Elle remporte la Course Marseille-Cassis en 2005.
Elle est sacrée championne de France de semi-marathon en 2007 et de 2009 à 2012 et championne de France de 10 km en 2011.